# تیم ملی فوتبال ساحلی ایالات متحده آمریکا
تیم ملی فوتبال ساحلی آمریکا نماینده آمریکا در مسابقات بین‌المللی فوتبال ساحلی و یکی از برترین تیم‌های فوتبال ساحلی جهان است. تیم ملی فوتبال ساحلی آمریکا نایب قهرمان اولین دوره جام جهانی فوتبال ساحلی در سال ١٩٩۵ و همچنین مقام سومی سال این مسابقات در سال ١٩٩٧ را کسب کرده است.